# Xylotoles griseus
Xylotoles griseus är en skalbaggsart som först beskrevs av Fabricius 1775.  Xylotoles griseus ingår i släktet Xylotoles och familjen långhorningar. Inga underarter finns listade i Catalogue of Life.